# Jean-Dominique Bauby
Jean-Dominique Bauby (París, 23 de abril de 1952 - Berck, Paso de Calais, 9 de marzo de 1997) fue un periodista francés, editor de la revista de moda francesa Elle. A los 43 años Bauby sufrió un ataque cerebrovascular por el cual quedó cuadripléjico y mudo, solo pudiendo parpadear con su ojo izquierdo; esta dolencia se denomina síndrome de enclaustramiento. Aun así logró escribir sus memorias en el libro La escafandra y la mariposa, bajo un sistema especial por el cual una asistente soterrada le dictaba las letras del abecedario en un orden especial siendo las primeras las más utilizadas, y él parpadeaba si era la letra que quería usar.

## Biografía
Bauby vivió en París y se crio en la rue du Mont-Thabor detrás del jardín de las Tullerías, en el antiguo edificio de Alfred de Musset. Editor en jefe de la revista Elle. Tuvo dos hijos con Sylvie de la Rochefoucauld, un varón y una mujer, llamados Theophile y Celeste.
El 8 de diciembre de 1995, a los 43 años Bauby sufrió un ataque cerebrovascular. Despertó tras veinte días en coma, descubriendo que era incapaz de mover ninguna parte de su cuerpo; excepto el ojo izquierdo y un leve ladeo de la cabeza. Estaba sufriendo el llamado síndrome del encierro, una condición en la que las facultades mentales permanecen intactas mientras que la mayor parte del cuerpo está paralizada. En el caso de Bauby su boca, brazos y piernas estaban inmovilizados. En las primeras veinte semanas después del accidente perdió 27 kg, y a lo largo del año siguiente su salud se fue deteriorando rápidamente, por lo que terminaría por morir de una neumonía.
En 2007, el pintor y director Julian Schnabel estrenó una versión cinematográfica de La escafandra y la mariposa, protagonizada por el actor Mathieu Amalric interpretando a Bauby. Aclamada por la crítica, la película recibió varios premios y nominaciones incluyendo la de mejor director en el Festival de Cannes y dos Globos de Oro en las categorías de mejor película extranjera y mejor director, además de cuatro nominaciones a los Premios Óscar.
El guion escrito para la película fue criticado por el círculo más cercano a Bauby como no fiel a los acontecimientos e inclinado a favor de su esposa. La causa de esto es que, al ser los hijos de Jean-Dominique menores de edad, la heredera de todos los derechos de autor sobre el libro fue la esposa, que no quiso que se mostrara la realidad en la película. Por ello, la amante nunca va a visitarlo en la película y la esposa está siempre a su lado, cuando ocurrió justo todo lo contrario.
El escritor francés de ciencia ficción Bernard Werber admitió haberse inspirado en Bauby para su novela L'ultime secret.